# 兵家
兵家（へいか）は、中国古代の思想で、諸子百家の一つ。軍略と政略を説く。

## 代表的思想
兵家の代表的な理論には「孫子の兵法」がある。孫子の兵法は13の篇からなる書物で今でも各国で研究されている歴史的な理論である。それらは「始計篇」「作戦篇」「謀攻篇」「軍形篇」「勢篇」「虚実篇」「軍争篇」「九変篇」「行軍篇」「地形篇」「九変篇」「火攻篇」「用間篇」と呼ばれる。

1 「始計篇」

孫子の兵法の第1章のはじめは「孫子曰く、兵は国の大事なり。死生の地、存亡の地、察せざるべからざるなり。」という文から始まる。これは戦争は国にとって深刻な問題であり、人民の死生や国家の存亡をかけた一大事であることをしっかりと認識すべきと主張し、好んで行うべきではなく、成り行きで行うべきではないことを暗示している。

下記の5つの要素について彼我の戦争遂行能力を比較してから開戦の決断をするように主張する。
1. 道（君主と国民の信頼関係）
2. 天（開戦の正当性、自己防衛のための大義名分等の外交的優位性）
3. 地（主戦場での営陣、兵站の優位性）
4. 将（将帥の力）
5. 法（信賞必罰、尚賢の徹底度）

これら5つの要素に鑑みて表面的な数によらない本質的な戦力を割り出し、まずは自国が優位であるかどうかの確認をするよう始計篇では主張している。

## 分類
『漢書』「芸文志」は、六つの大分類のうち一つを丸ごと兵家にあて（「兵書略」）、さらに兵家を兵権謀家・兵形勢家・兵陰陽家・兵技巧家の四種に細分している
。兵権謀家は他の三種の兵法を用いつつ国家的計略を立ててから実際の戦争行為に至るまでを含む大局的戦略を扱い、兵形勢家は変幻自在の策によって素早く敵を制する局所的戦術を扱い、兵陰陽家は陰陽家の五行思想を取り入れた超自然的な兵法を扱い、兵技巧家はいわゆる武術を扱う。

### 兵権謀家
権謀は、正を以て国を守り、奇を以て兵を用い、先に計して後に戦し、形勢を兼ね、陰陽を包み、技巧を用ゆる者なり。
- 孫武（『孫子』、武経七書に数えられる。『漢書』「芸文志」では『呉孫子兵法』八十二篇[1]）
- 孫臏（『孫臏兵法』。『漢書』「芸文志」では『斉孫子兵法』八十九篇[1]）
- 呉起（『呉子』四十八篇[1]、現存は六篇、武経七書に数えられる）
- 商鞅（『公孫鞅』二十七篇[1]）
- 范蠡（『范蠡』二篇[1]）
- 文種（『大夫種』二篇[1]）
- 龐煖（『龐煖』三篇[1]）
- 李左車（『広武君』一篇[1]）
- 韓信（『韓信』三篇[1]）

### 兵形勢家
形勢は、雷動風挙、後に発して先に至り、離合背郷（兵を散開させるも集めるも趨勢に背くも従うも自在で）・変化無常にして、軽疾を以て敵を制する者なり。
- 蚩尤（『蚩尤』二篇[1]、神話上の人物への仮託）
- 尉繚（『尉繚』三十四篇[1]（あるいは『尉繚子』）、武経七書に数えられる）
- 信陵君（『魏公子』二十一篇[1]、ただし書籍は本人の著ではなく食客が献じたものという[7]）
- 李良（『李良』三篇[1]、楚漢戦争時代に趙王武臣を裏切って弑するも陳余に敗れ、秦将章邯に降った人[8]）
- 項羽（『項王』一篇[1]）

### 兵陰陽家
陰陽は、時に順いて発し、刑徳を推（おしはか）り、斗撃（北斗七星・南斗六星の拍）に随い、五勝（五行相剋）に因り、鬼神に仮りて助と為す者なり。
『神農兵法』一篇や『黄帝』十六篇 など、ほぼ神話上の人物への仮託。以下の人物も後世からの仮託の可能性が高い。
- 孟子（『孟子』一篇[1]、儒学者の孟軻と同一人物かは不明）
- 師曠（『師曠』八篇[1]）
- 萇弘（『萇弘』十五篇[1]、周の霊王～敬王の頃の賢臣）

### 兵技巧家
技巧は、手足を習い、器械（通常の武具）を便り、機関（仕掛けのある武具）を積み、以て攻守の勝を立つる者なり。
『漢書』「芸文志」に記載される書籍の著者は、伝が不明な人物が多い。以下は伝が知られる人物を載せるが、後世の仮託の可能性がある。
- 鮑叔 （『鮑子兵法』十篇[1]）
- 伍子胥（『五子胥』十篇[1]）
- 李広 （『李将軍射法』三篇[1]）
- 王賀（『護軍射師王賀射書』五篇[1]、新の皇帝王莽の曽祖父で武帝の繡衣御史を一時期務めていた人物が同姓同名[9]）

### その他
- 太公望呂尚（武経七書『六韜』『三略』の著者に仮託される）
- 司馬穰苴（『司馬法』現存五篇、武経七書に数えられる。『漢書』「芸文志」では、『軍礼司馬法』百五十五篇は、聖王である湯王・武王の精神を遺すものとされ、兵書略ではなく、六芸略の一つ礼家の書籍と分類されている[1][2]）
- 黄石公（呂尚の『六韜』『三略』を撰録し張良に授けたとされる半伝説的人物）